# Rudolf Jugert
Rudolf Gustav Wilhelm Jugert (Hannover, 30 de setembre de 1907 - Múnic, 14 d'abril de 1979) fou un director de cinema alemany.

## Biografia
Després d'acabar els estudis secundaris el 1926, Rudolf Jugert va estudiar drama i literatura i, el 1931, va començar la seva tasca com a dramaturg a la Schauspielhaus de Leipzig, on ràpidament es va convertir en subdirector, director i finalment director principal. El 1938 va anar a Roma per gaudir de l'experiència d'Alessandro Blasetti, director i autor, als estudis de Cinecittà.
Del 1939 al 1946 va ser l'assistent de Helmut Käutner, a qui va conèixer a Leipzig. Es nega a ser director fins al final de la Segona Guerra Mundial. El 1943, fou reclutat per la Wehrmacht per preparar, com a intèrpret, als soldats italians que lluitaren en el bàndol alemany, i coneixeria la captivitat després de ser fet presoner per les tropes nord-americanes durant la campanya d'Itàlia.
Després del seu retorn, es va casar amb la seva amiga de la infància, Katja Julius, filla del fotògraf de la cort de Hannover, Hugo Julius, amb qui va tenir un fill, Frank-Michael, el 1941. El 1947 va realitzar la seva primera pel·lícula: Film ohne Titel (Pel·lícula sense títol), que el 1957 va adaptar per la televisió. Després es dedica a diferents gèneres, des de melodrames i Heimatfilms a comèdies a pel·lícules d'història.

## Filmografia

### Assistent de director
- 1939: Kitty und die Weltkonferenz (Helmut Käutner)
- 1940: Frau nach Maß (Helmut Käutner)
- 1940: Kleider machen Leute (Helmut Käutner)
- 1941: Auf Wiedersehn, Franziska (Helmut Käutner)
- 1941: Leichte Muse (Arthur Maria Rabenalt)
- 1942: Wir machen Musik (Helmut Käutner)
- 1943: Romanze in Moll (Helmut Käutner)
- 1943: Geliebter Schatz (Paul Martin)
- 1944: Große Freiheit Nr. 7 (Helmut Käutner)
- 1945: Unter den Brücken (Helmut Käutner)
- 1947: In jenen Tagen (Helmut Käutner)

### Director
- 1947: Film ohne Titel
- 1949: Hallo Fräulein!
- 1949: 1 × 1 der Ehe
- 1950: Es kommt ein Tag
- 1951: Eine Frau mit Herz
- 1951: Nachts auf den Straßen
- 1952: Illusion in Moll
- 1952: Ich heiße Niki
- 1953: Ein Herz spielt falsch
- 1953: Jonny rettet Nebrador
- 1954: Eine Liebesgeschichte
- 1954: Ihre große Prüfung
- 1954: Gefangene der Liebe
- 1955: Rosen im Herbst
- 1956: Studentin Helene Willfüer
- 1956: Kronprinz Rudolfs letzte Liebe
- 1956: Nina
- 1956: Der Meineidbauer
- 1957: Eva küßt nur Direktoren
- 1957: Ein Stück vom Himmel
- 1958: Frauensee
- 1959: Die feuerrote Baronesse
- 1959: Die Wahrheit über Rosemarie
- 1960: Endstation Rote Laterne
- 1960: Die junge Sünderin
- 1960: Der Satan lockt mit Liebe
- 1961: Die Stunde, die du glücklich bist
- 1962: Frauenarzt Dr. Sibelius
- 1962: Axel Munthe – Der Arzt von San Michele
- 1963: Bezaubernde Mama
- 1964: Kennwort: Reiher
- 1965: Der Tag danach
- 1965: Tatort
- 1967–1968: Der Vater und sein Sohn (sèrie de televisió, 13 episodis)
- 1968: Der Reformator
- 1969–1970: Meine Schwiegersöhne und ich (sèrie de televisió, 13 episodis)
- 1971: Preußen über alles. Minisèrie sobre Bismarck (TV, 2 episodis)[4]
- 1971: Schneewittchen
- 1971: Hänsel und Gretel
- 1971: Annemarie Lesser
- 1972: Der Bastian (sèrie de televisió, 13 episodis)
- 1972: Unsere heile Welt (sèrie de televisió, 13 episodis)
- 1974: Der Herr Kottnik (sèrie de televisió, 13 episodis)
- 1975: Unsere Penny (sèrie de televisió, 13 episodis)
- 1976: König Drosselbart
- 1977: Allerleirauh
- 1977: Die Gänsemagd
- 1977: Die kluge Bauerntochter
- 1977: Frau Holle
- 1977: Drei sind einer zuviel (sèrie de televisió, 13 episodis)
- 1978: Unternehmen Rentnerkommune (sèrie de televisió, 13 episodis)
- 1979: Balthasar im Stau